# Nienowice
Nienowice – wieś w Polsce położona w województwie podkarpackim, w powiecie jarosławskim, w gminie Radymno.
| SIMC    | Nazwa                | Rodzaj    |
| ------- | -------------------- | --------- |
| 0609770 | Chałupki Nienowickie | część wsi |
| 0609787 | Hilcze               | część wsi |

W II Rzeczypospolitej wieś w powiecie jarosławskim województwa lwowskiego. W 1945 nacjonaliści ukraińscy z OUN-UPA zamordowali tutaj 10 Polaków, w tym 6 żołnierzy Wojska Polskiego, oraz 5 Ukraińców za "zdradę sprawy ukraińskiej".
W latach 1975–1998 miejscowość administracyjnie należała do województwa przemyskiego.
We wsi znajduje się rzymskokatolicki kościół parafialny pod wezwaniem św. Józefa i prawosławna cerkiew filialna pod wezwaniem Ofiarowania Przenajświętszej Bogurodzicy, należąca do parafii w Kalnikowie.
W 2018 roku została oddana do użytku kaplica pogrzebowa, wspólna dla wszystkich wyznań.

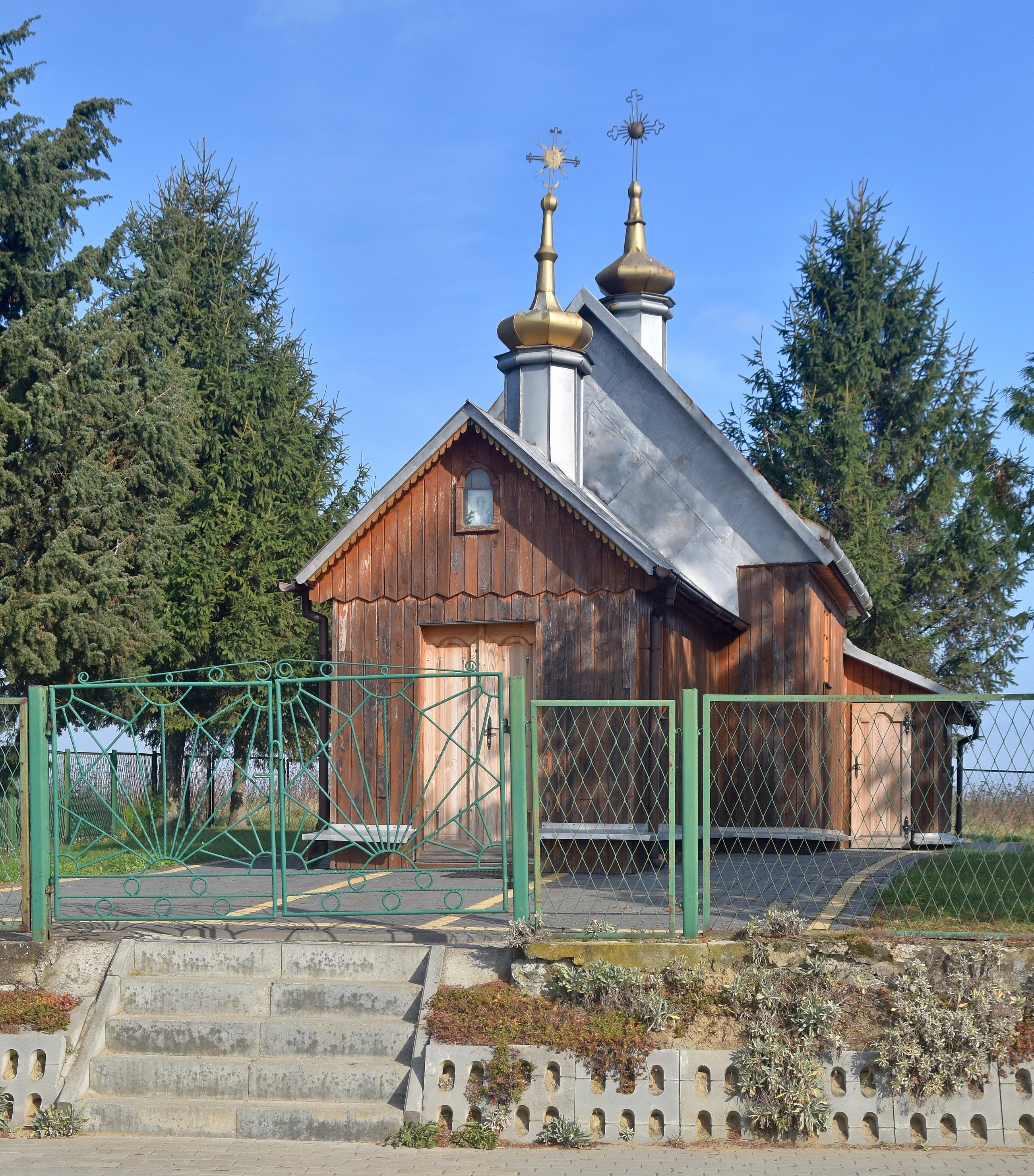
Filialna cerkiew prawosławna
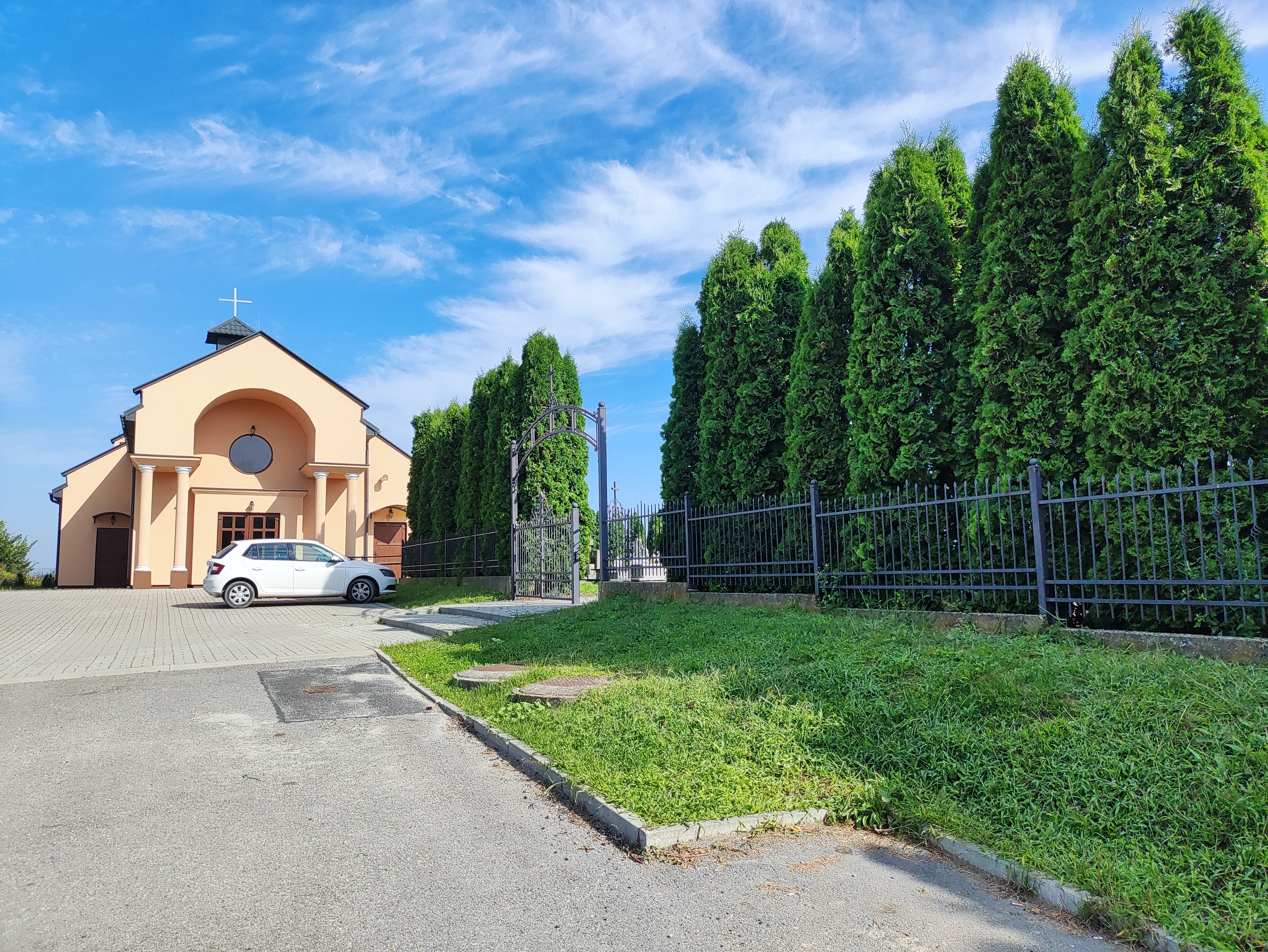
Kaplica i ogrodzenie cmentarza

## Elektrownia wodna w Nienowicach
Mała Elektrownia Wodna (MEW) w miejscowości Nienowice (gmina Radymno) na rzece Wisznia będącej dopływem Sanu. Moc elektrowni wynosi 250 kW (3 turbiny o mocy 50 kW każda i 1 turbina o mocy 100 kW). Elektrownia została uruchomiona w 1998. Energia elektryczna wytwarzana w elektrowni dostarczana jest do PGE Lublin Oddział Zamość.